# She Bangs
She Bangs – piosenka latin-popowa stworzona na drugi anglojęzyczny album studyjny portorykańskiego piosenkarza Ricky’ego Martina pt. Sound Loaded (2000). Wyprodukowany przez Waltera Afanasieffa i Robiego Rosę, utwór wydany został jako inauguracyjny singel promujący krążek dnia 19 września 2000 roku. W 2001 roku kompozycja została nominowana do nagrody Grammy w kategorii najlepszy męski występ pop.

## Informacje o utworze
„She Bangs” to kompozycja autorstwa Desmonda Childa, Glenna Monroiga, Julii Sierry, Danny’ego Lópeza, Waltera Afanasieffa oraz Robiego Rosy; dwoje ostatnich twórców zajęło się produkcją piosenki. Stanowi ona kontynuację sukcesywnej współpracy nawiązanej pomiędzy Desmondem Childem a Rickym Martinem; Child jest autorem przeboju piosenkarza „Livin’ la Vida Loca” (1999). Utwór zawiera w sobie elementy salsy, zaś jego tekst dotyczy miłości Ricky’ego Martina do kobiet. Jeszcze w czasach wydania „She Bangs” jako singla liryka utworu wzbudzała kontrowersje, ze względu na ówczesne plotki dotyczące życia prywatnego wokalisty (Martin zdeklarował się jako homoseksualista w 2010 roku).
Piosenkę nagrywano późną wiosną 2000 roku w Playroom Studios w Miami na Florydzie.

### Obecność w kulturze masowej
W 2004 roku, blisko cztery lata od momentu swojej premiery, singel powtórnie zyskał popularność, tym razem za sprawą trzeciej edycji talent show American Idol, w castingach do której utwór wykonał William Hung, student hongkońskiego pochodzenia. Występ Hunga przebiegł tak źle, że uczestnik nie tylko nie otrzymał możliwości przejścia do kolejnego etapu programu, ale został wyśmiany przez jurorów. Z czasem Hung zyskał grono fanów oraz urósł do rangi gwiazdy Internetu.
Na fali popularności Williama Hunga, w kwietniu 2004 roku magazyn Blender zorganizował listę „50 najgorszych piosenek wszech czasów”, gdzie przypisał „She Bangs” pozycję #39 (wydawcy notowania ocenili utwór pod kątem obu wykonań Martina i Hunga). W 2010 roku Matthew Wilkening (AOL Radio) uwzględnił utwór na podobnej liście, na którą tym razem złożyło się sto tytułów; piosenka objęła na niej miejsce #4.
Singel wykorzystano w grze komputerowej Karaoke Revolution Presents: American Idol.

## Wydanie singla
Wydany wrześniem 2000, utwór „She Bangs” kontynuował dobrą passę Ricky’ego Martina na listach przebojów, zyskując sukcesy w światowych notowaniach na przełomie jesieni i zimy tego roku.
„She Bangs” znalazł się na pozycjach szczytowych w notowaniach przebojów singlowych Włoch i Szwecji oraz na liście Billboardu Hot Latin Tracks. Był sukcesywny również w innych zestawieniach magazynu Billboard: na liście Latin Tropical Songs singel spędził łącznie pięć tygodni na pozycji #1, na Latin Pop Songs objął miejsce drugie, na Top 40 Mainstream zajął miejsce ósme. W Wielkiej Brytanii, w notowaniu UK Singles Chart, utwór znalazł się na pozycji #3, zyskując wówczas miano drugiego najlepiej sprzedającego się singla Martina w tym kraju. W Australii, na ARIA Top 100 Singles Chart, singel spędził siedem tygodni w Top 10, jako najwyższe uzyskując miejsce trzecie.
Europejski oddział organizacji International Federation of the Phonographic Industry (IFPI) przyznał singlowi certyfikat złotej płyty, australijska Australian Recording Industry Association (ARIA) – certyfikat platyny, a brytyjska British Phonographic Industry (BPI) – certyfikat srebra.

## Teledysk
Wideoklip do utworu wyreżyserował w połowie sierpnia 2000 roku Wayne Isham. Teledysk stał się przebojem światowych stacji telewizyjnych o tematyce muzycznej, w tym MTV, gdzie kronikom jego powstania poświęcono jedenasty odcinek trzeciego sezonu programu Making the Video. Klip opiera się na scenach tanecznych, w których pojawia się między innymi nieznany jeszcze w 2000 roku aktor i tancerz Channing Tatum.
W październiku 2001 roku w Los Angeles Ricky Martin oraz producenci Jil Harden i Dana Marshall odebrali za „She Bangs” nagrodę Latin Grammy w kategorii najlepszy wideoklip w formie krótkometrażowej.

## Promocja
Martin wystąpił z utworem podczas gali MTV Europe Music Awards 2000. Latem 2001 roku, goszcząc w Szwecji, dał koncert w trakcie programu stacji SVT1 Allsång på Skansen; wykonał wówczas piosenki „She Bangs” oraz „Loaded”.

## Listy utworów i formaty singla
Brytyjski singel CD #1
1. „She Bangs” (English Radio Edit)
2. „She Bangs” (Obadam’s Afro-Bang Mix (English)) – 7:28
3. „María” (Spanglish Radio Edit)
4. „She Bangs” (wideoklip)

Brytyjski singel CD #2
1. „She Bangs” (English Edit) – 4:02
2. „Amor” – 3:27
3. „She Bangs” (Obadams’s Afro-Bang Mix (Spanish))

Ogólnoświatowy maxi singel
1. „She Bangs” (English Edit) – 4:02
2. „She Bangs” (Obadam’s English Radio Edit) – 3:59
3. „Por arriba, Por abajo” – 3:07
4. „Amor” – 3:27
5. „She Bangs” (Obadam’s Afro-Bang Mix (English)) – 7:28

## Nagrody i wyróżnienia
| Rok  | Ceremonia                        | Nagroda                                                   | Rezultat  |
| ---- | -------------------------------- | --------------------------------------------------------- | --------- |
| 2000 | International Dance Music Awards | najlepszy singel wydany na płycie gramofonowej 12-calowej | Wygrana   |
| 2000 | Lo Nuestro Awards                | najlepszy wideoklip                                       | Wygrana   |
| 2001 | Grammy Awards                    | najlepszy męski występ pop                                | Nominacja |
| 2001 | Latin Grammy Awards              | najlepszy wideoklip w formie krótkometrażowej             | Wygrana   |

## Pozycje na listach przebojów
| Kraj                      | Notowanie (2000)              | Wydawca              | Najwyższa pozycja |
| ------------------------- | ----------------------------- | -------------------- | ----------------- |
| Australia                 | Top 100 Singles               | ARIA Charts          | 3                 |
| Austria                   | Top 75 Singles                | Ö3 Austria Top 40    | 28                |
| Belgia ( Flandria)        | Ultratop 50                   | Ultratop             | 21                |
| Belgia ( Region Waloński) | Ultratop 40                   | Ultratop             | 20                |
| Dania                     | Top 40 Singles                | Tracklisten          | 13                |
| Finlandia                 | Top 20 Singles                | ÄKT                  | 3                 |
| Francja                   | Top 100 Singles               | SNEP                 | 36                |
| Hiszpania                 | Top 50 Singles                | PROMUSICAE           | 2                 |
| Holandia                  | Dutch Top 40                  | MegaCharts           | 23                |
| Irlandia                  | Top 50 Singles                | IRMA                 | 8                 |
| Japonia                   | Top 100 Singles               | Oricon               | 58                |
| Kanada                    | Top 200 Singles               | Nielsen SoundScan    | 2                 |
| Niemcy                    | Top 100 Singles               | Media Control Charts | 34                |
| Norwegia                  | Top 20 Singles                | VG-lista             | 4                 |
| Nowa Zelandia             | Top 40 Singles                | RIANZ                | 2                 |
| Stany Zjednoczone         | Adult Top 40                  | Billboard            | 24                |
| Stany Zjednoczone         | Billboard Hot 100             | Billboard            | 12                |
| Stany Zjednoczone         | Billboard Hot 100 Airplay     | Billboard            | 8                 |
| Stany Zjednoczone         | Hot Dance Club Songs          | Billboard            | 27                |
| Stany Zjednoczone         | Hot Latin Tracks              | Billboard            | 1                 |
| Stany Zjednoczone         | Latin Pop Songs               | Billboard            | 2                 |
| Stany Zjednoczone         | Latin Tropical Songs          | Billboard            | 1                 |
| Stany Zjednoczone         | Mainstream Top 40 (Pop Songs) | Billboard            | 8                 |
| Stany Zjednoczone         | Rhythmic Top 40               | Billboard            | 30                |
| Stany Zjednoczone         | Top 40 Tracks                 | Billboard            | 8                 |
| Szwajcaria                | Top 100 Singles               | Schweizer Hitparade  | 7                 |
| Szwecja                   | Top 60 Singles                | Sverigetopplistan    | 1                 |
| Wielka Brytania           | UK Singles Chart              | OCC                  | 3                 |
| Włochy                    | Top 50 Singles                | FIMI                 | 1                 |

### Listy końcoworoczne
| Kraj          | Notowanie (2001) | Wydawca | Pozycja |
| ------------- | ---------------- | ------- | ------- |
| Nowa Zelandia | Top 40 Singles   | RIANZ   | 50      |